# 1900
1900 (MCM) a fost un an obișnuit al calendarului gregorian, care a început într-o zi de luni și un an bisect al calendarului iulian. Ca rezultat, diferența de 12 zile dintre cele două calendare s-a mărit la 13 zile.

## Evenimente

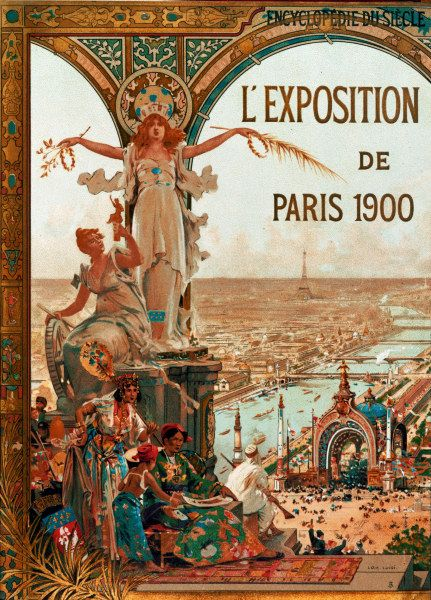
15 aprilie: Se deschide Expoziția Universală de la Paris. Va dura până la 12 noiembrie și va ajunge la 47 milioane de vizitatori.

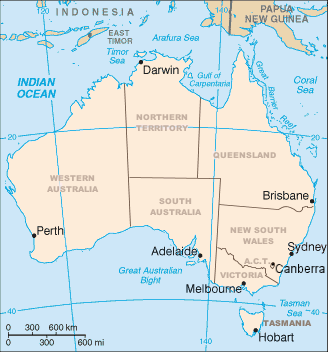
9 iulie: Regina Victoria semnează actul de formare a Australiei.

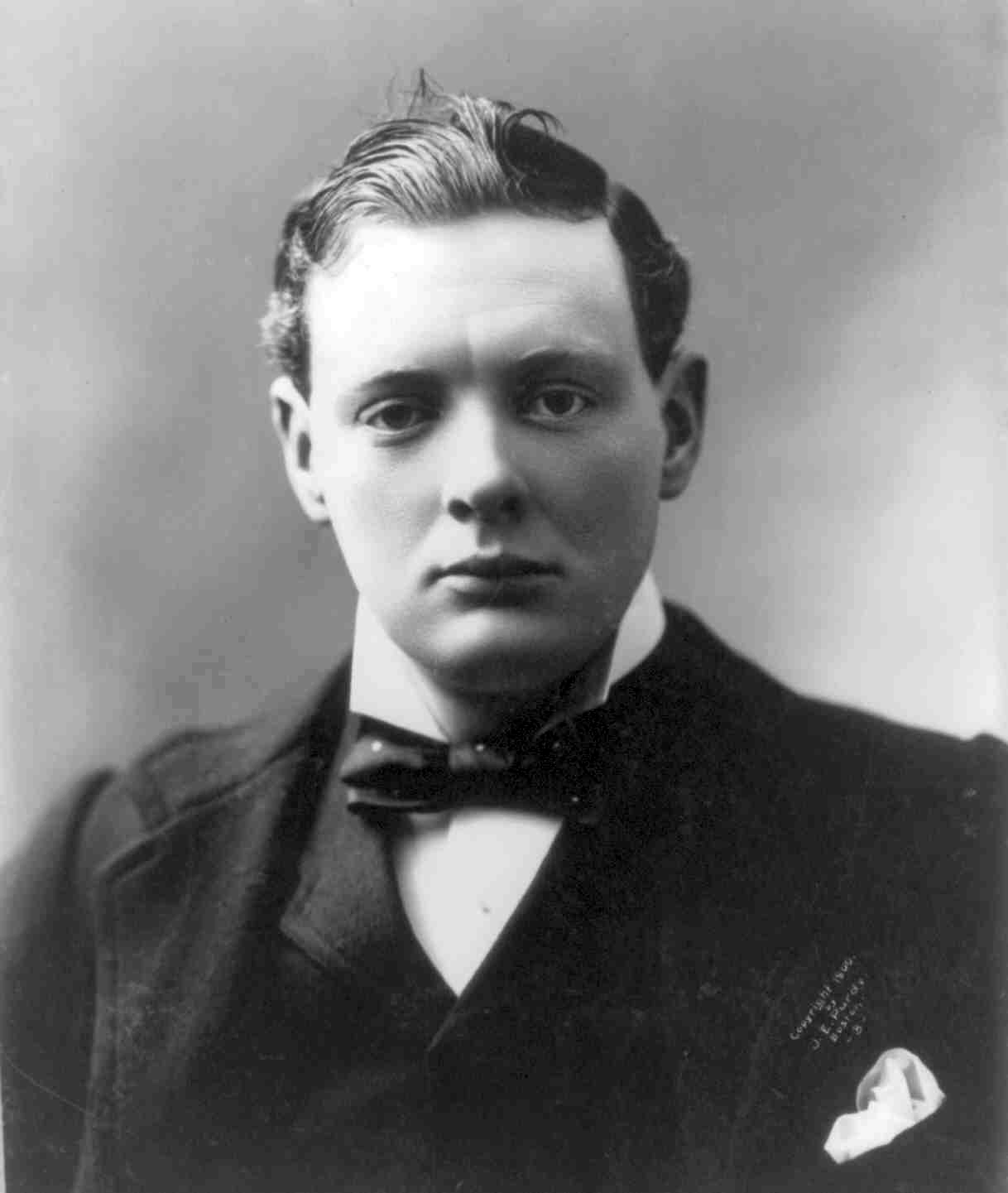
1 octombrie: Winston Churchill, în vârstă de 25 de ani, este ales în Camera Comunelor.

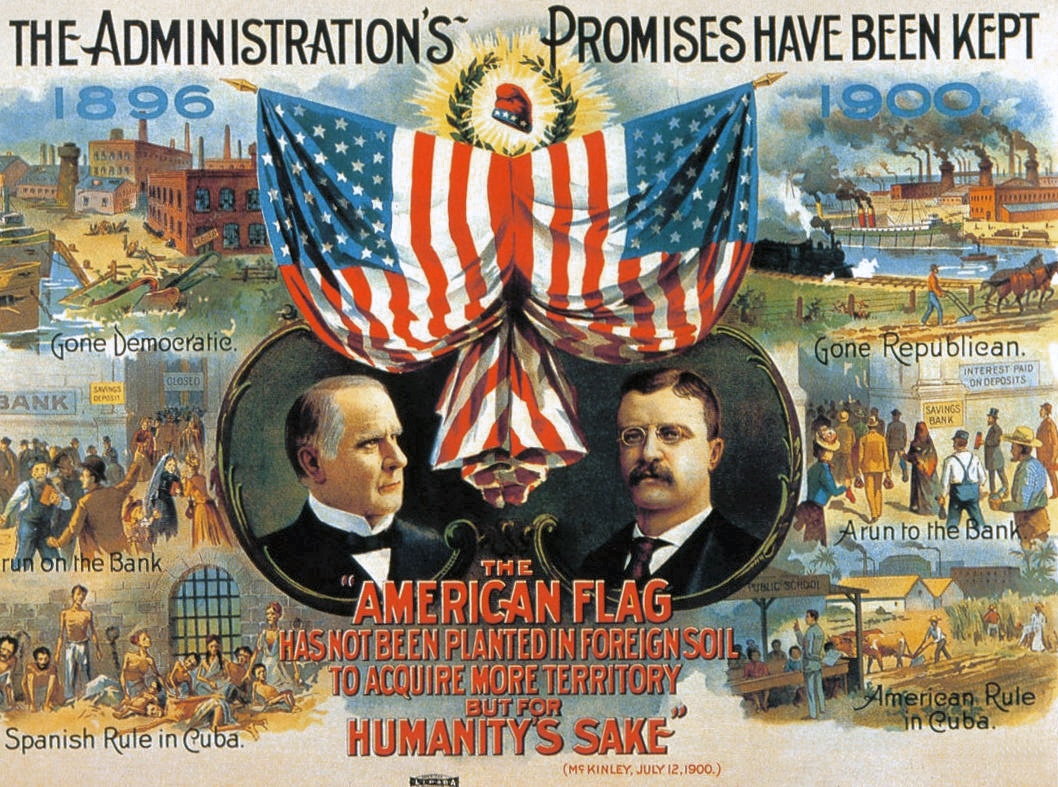
6 noiembrie: William McKinley este reales ca președinte al Statelor Unite cu 292 voturi față de 155 pentru democratul William Jennings Bryan.

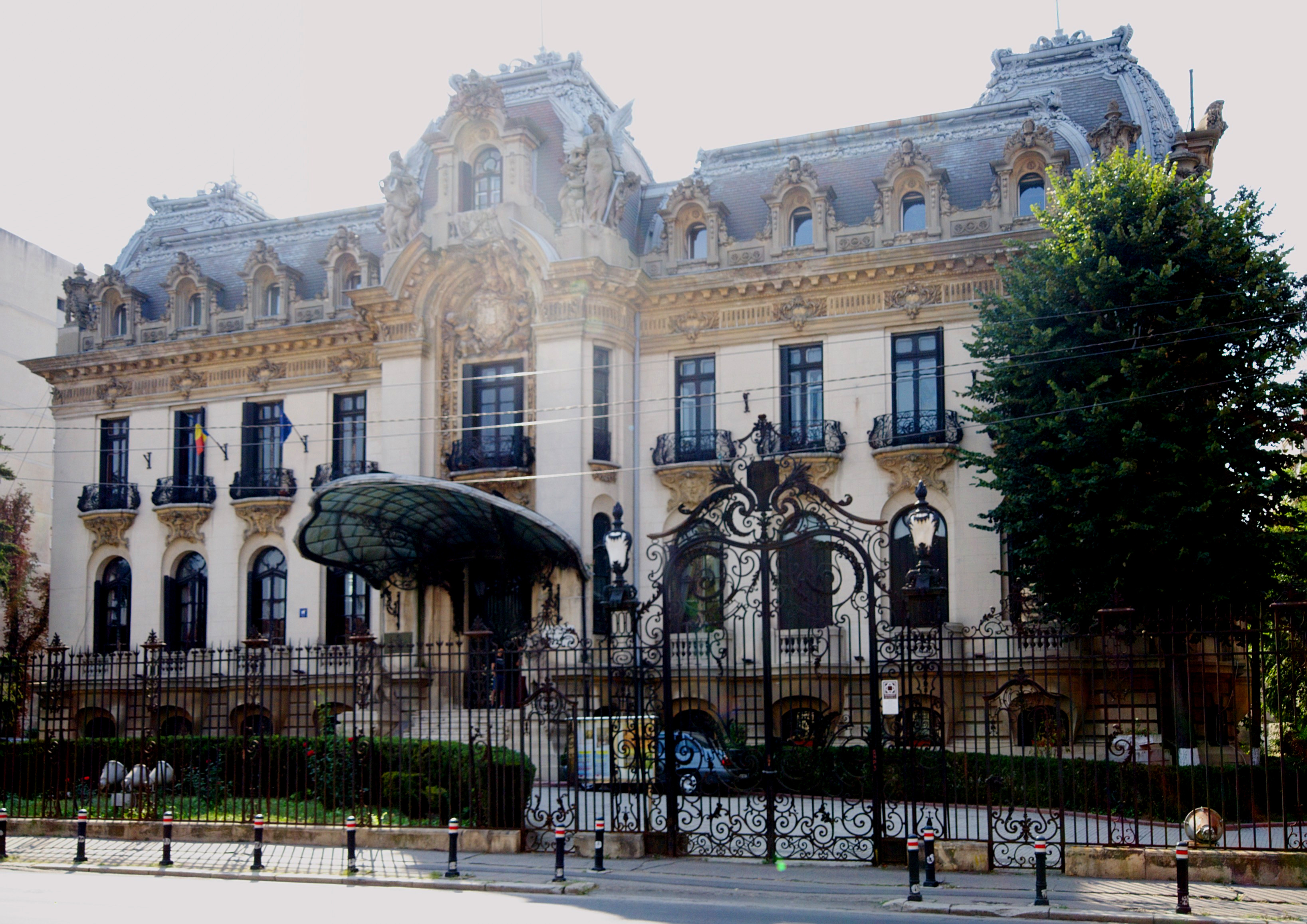
Se termină construcția Palatului Cantacuzino din București.

### Ianuarie
- 1 ianuarie: Nigeria devine protectorat britanic. Britanicii proclamă abolirea sclaviei în Nigeria.
- 4 ianuarie: Un cutremur a fost înregistrat în Tiflis (Tbilisi în prezent), omorând mai mult de 1.000 de persoane. Zece sate, împreună cu orașul Ahalkalaki au fost distruse.

### Februarie
- 7 februarie: Este fondat Partidul Laburist din Marea Britanie.
- 17 februarie: A fost pusă în funcțiune prima linie de tramvai electric din Iași, pe traseul dintre Gară și Hală, ecartament 1.000 mm.
- 22 februarie: Hawaii devine oficial teritoriu al Statelor Unite.

### Martie
- 1 martie: Începe arbitrarea litigiului dintre statul român și antreprenorul francez, Hallier, care obținuse concesiunea construirii portului Constanța. Avocatul francezului a fost Raymond Poincaré, care în timpul pledoariei a exclamat: „Nous sommes aux portes de l'Orient, où tout est pris à la légère” (Suntem la porțile Orientului, unde totul este luat ușor). În urma arbitrării s-a stabilit ca statul român să plătească despăgubiri în valoare de 6.223.000 lei.
- 1 martie: Samoa devine colonie a Germaniei.

### Aprilie
- 15 aprilie: Se deschide Expoziția Universală de la Paris. Va dura până la 12 noiembrie și va ajunge la 47 milioane de vizitatori.
- 14 mai: La Paris începe a 2-a ediție a Jocurilor Olimpice moderne. România care participă pentru prima dată se prezintă cu un singur sportiv, la tir.
- 21 mai: Rusia invadează Manciuria.

### Iunie
- 21 iunie: Răscoala boxerilor: China declară oficial război Statelor Unite, Regatului Unit, Imperiului German, Franței și Japoniei.
- 29 iunie: Regele Oscar al II-lea al Suediei aprobă crearea Fundației Nobel, înființată în 1895 de Alfred Nobel. Primele Premii Nobel vor fi acordate de fundație în anul 1901.

### Iulie
- 2 iulie: Primul zepelin zboară în apropiere de Friedrichshafen, Germania.
- 7 iulie: Începutul guvernării P.P. Carp.
- 9 iulie: Răscoala boxerilor - sunt atacate și incendiate bisericile din China, doi episcopi, mai mulți preoți și sute de laici chinezi sunt asasinați.
- 9 iulie: Regina Victoria semnează actul de formare a Australiei.
- 23 iulie: Regele Alexandru I al Serbiei anunță că se va căsători cu amanta sa, Draga Mašin, care era una din doamnele de onoare ale mamei sale, Regina-mamă Natalia. Cabinetul demisioneză, inclusiv tatăl lui Alexandru, care era Comandant Șef al armatei după ce a abdicat în 1889. În ciuda protestelor, nunta a avut loc pe 5 august.
- 29 iulie: Regele Umberto I al Italiei este asasinat de un anarhist de origine italiană, Gaetano Bresci.

### August
- 4 august: Răscoala boxerilor - o forță de 20.000 de soldați ai Alianței celor Opt Națiuni, își încep marșul de la Tianjin spre Beijing. Grupul a fost format din 9.000 de japonezi, 4.800 ruși, 2.900 britanici, 2.500 americani, 1.200 francezi și câteva sute de austrieci, germani și italieni. În același timp, trupe imperiale chinezești erau în drum spre Beijing pentru a rezista în fața trupelor aliate.[1]
- 10 august: Prima ediție a Cupei Davis este câștigată de Statele Unite, care învinge echipa Marii Britanii.
- 14 august: Trupele Alianței celor Opt Națiuni ajung la Beijing și trei zile mai târziu intră în "Orașul Interzis". Împărăteasa Cixi pleacă în provincia Shensi, la 970 de km în sud.

### Septembrie
- 16 septembrie: Prințul Albert de Saxonia, fiul cel mic al lui George, Prinț Moștenitor al Saxoniei, moare într-un accident, după o coliziune cu o trăsură condusă de Prințul Miguel de Braganza.

### Octombrie
- 1 octombrie: Winston Churchill, în vârstă de 25 de ani, este ales în Camera Comunelor.
- 2 octombrie: La München, Prințul Albert al Belgiei, nepot de frate al Regelui Leopold al II-lea, se căsătorește cu Ducesa Elisabeta de Bavaria. Regele Leopold, care nu are moștenitori pe linie masculină, are dreptul să-și aleagă succesorul, însă așteaptă să vadă dacă Albert are intenția să se căsătorească înainte de a-l numi moștenitor. Se spune că rezerva regelui era Prințul Emmanuel, Duce de Vendôme, care era căsătorit cu sora mai mare a lui Albert, Prințesa Henriette. După ce Albert și Elisabeta au avut doi fii, Albert a fost numit moștenitor și a devenit rege al Belgiei după decesul lui Leopold în 1909.

### Noiembrie
- 6 noiembrie: William McKinley este reales președinte al Statelor Unite cu 292 voturi, față de democratul, William Jennings Bryan, cu 155 de voturi.

### Nedatate

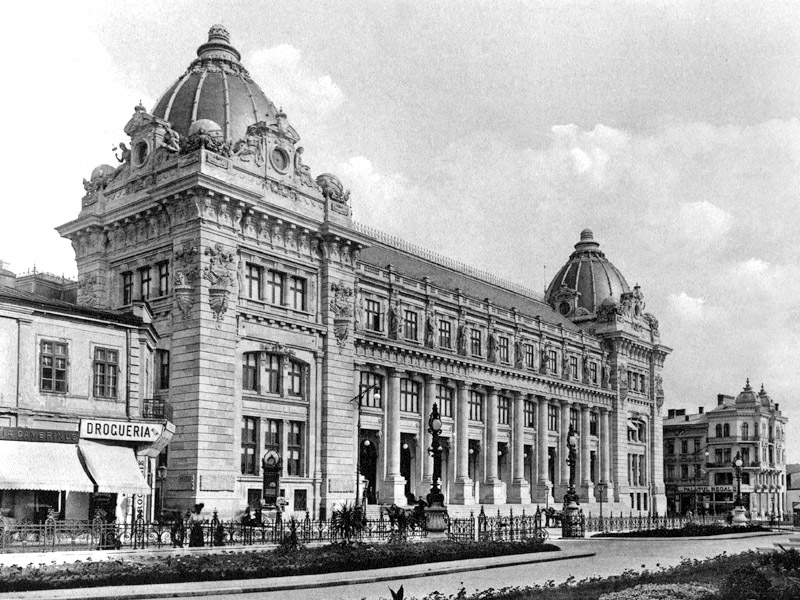
Este inaugurat Palatul Poștelor din București.

- Cupa Davis. Trofeu acordat echipei câștigătoare a turneului internațional de tenis de câmp, donat de către jucătorul și politicianul american, Dwight F. Davis.
- Este inaugurat Palatul Poștelor din București.
- Începe construirea sediului Facultății de Medicină din București, după planurile arhitectului Louis Pierre Blanc. Construcția se va finaliza în 1902.
- Populație Terrei este de 1,656 miliarde locuitori (conform Population Reference Bureau, 2002).
  - Africa: 133 milioane
  - Asia: 947 milioane (Japonia: c. 45 milioane)
  - Europa: 408 milioane
  - America Latină: 74 milioane
  - America de Nord: 82 milioane
  - Oceania: 6 milioane
- Se termină construirea Palatului Cantacuzino din București, ale cărui lucrări au început în anul 1898, după planurile arhitectului I.D. Berindey.

## Arte, științe, literatură și filozofie
- 14 ianuarie: Premiera operei Tosca, de Puccini la Roma.
- 1 februarie: Prima expoziție personală a lui Pablo Picasso la cabaretul Els quatre gats din Barcelona.
- 13 decembrie: Albert Einstein publică primul său articol, Folgerungen aus der Kapillaritatserscheinungen, în jurnalul academic, Annalen der Physik.[2]
- 14 decembrie: Fizicianul german, Max Planck, expune teoria cuantică, pentru care a primit Premiul Nobel pentru Fizică în 1918.

- ianuarie: Apare la București bilunar, Noua revistă română, sub conducerea lui Constantin Rădulescu-Motru.
- decembrie: Apare la București, revista politico-literară, România ilustrată, sub conducerea lui Ion Rusu Abrudeanu (cu întreruperi până în martie 1914).
- decembrie: Prima expoziție personală, la Ateneul Român, a lui Gheorghe Petrașcu.

## Orașe și hărți

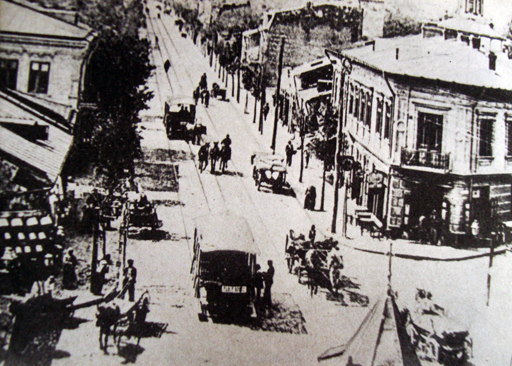
București, Calea Moșilor, 1900
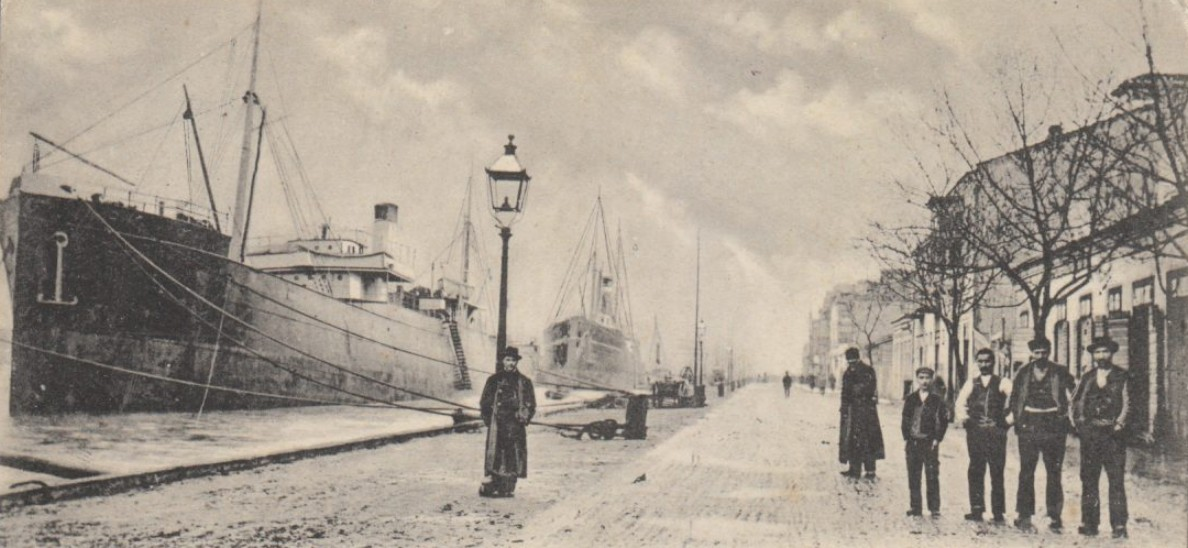
Sulina, 1900
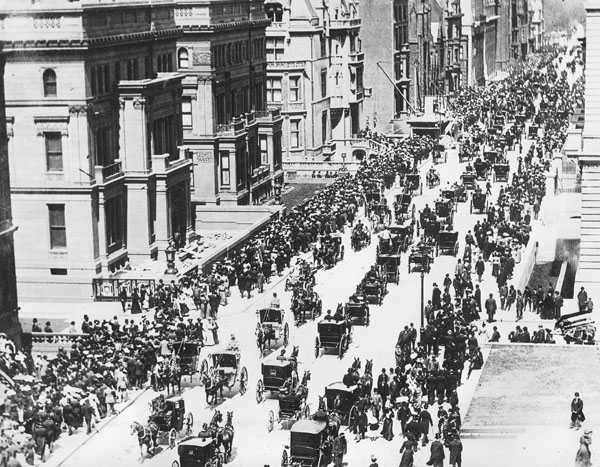
New York, Fifth Avenue, în duminica Paștelui, 1900
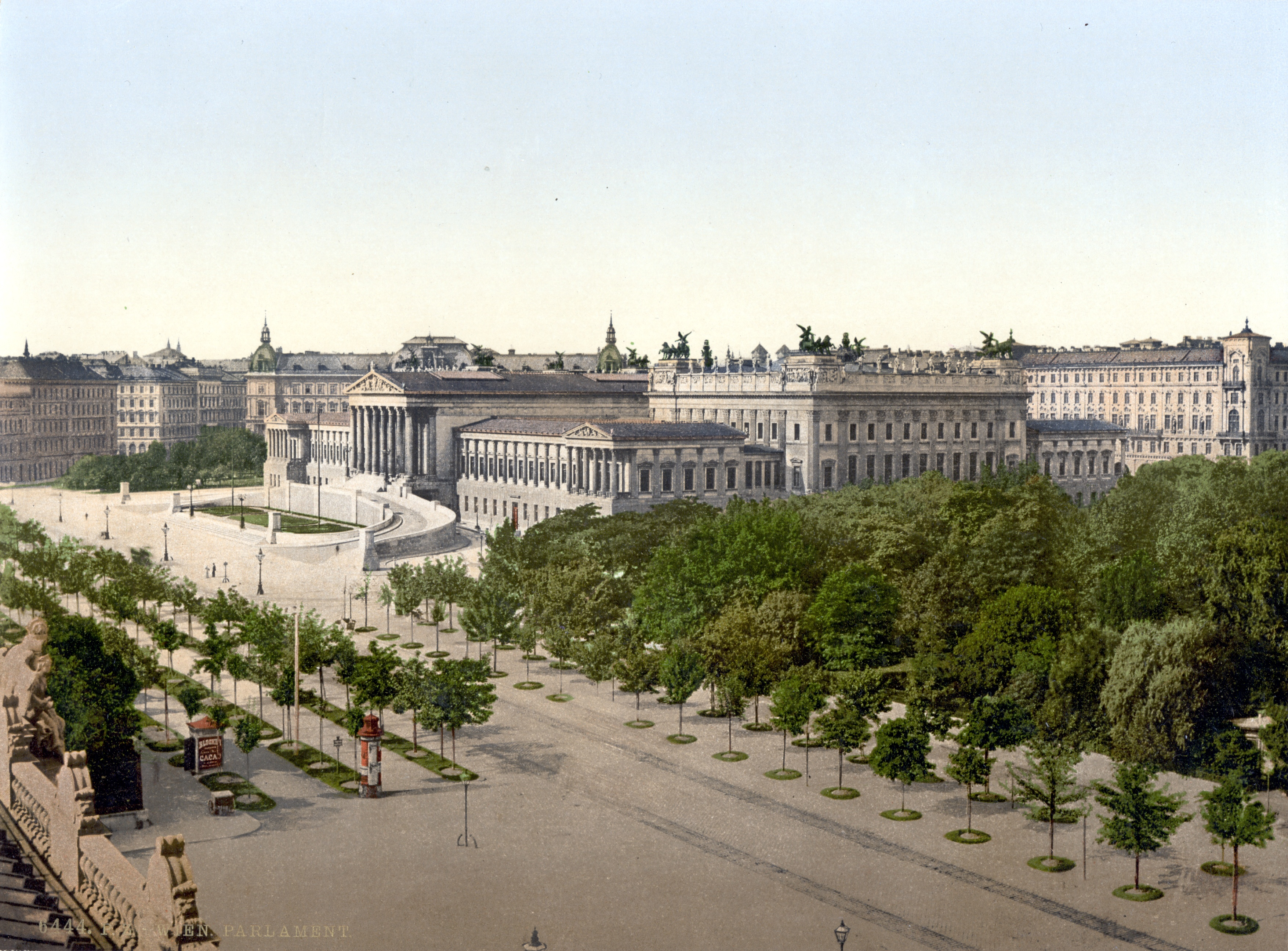
Parlamentul din Viena, 1900

## Nașteri

### Ianuarie

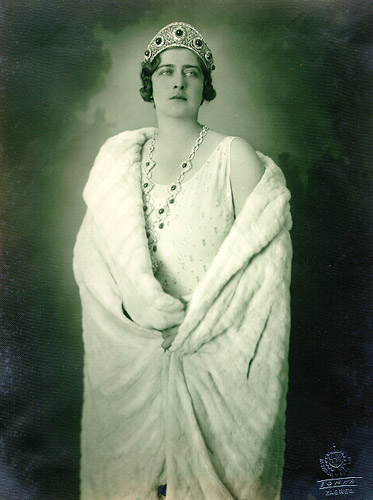
Regina Maria a Iugoslaviei
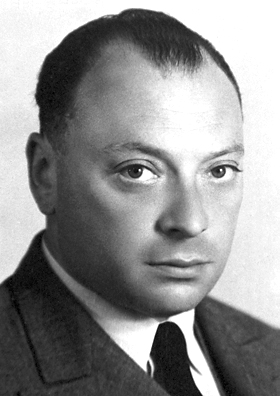
Wolfgang Pauli, fizician austriac
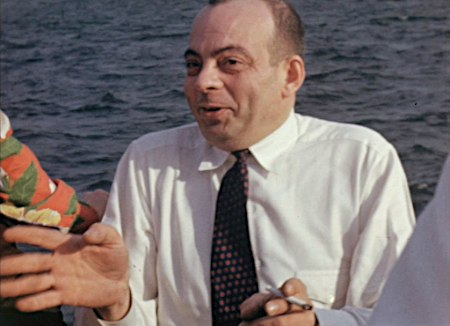
Antoine de Saint-Exupéry, pilot și scriitor francez
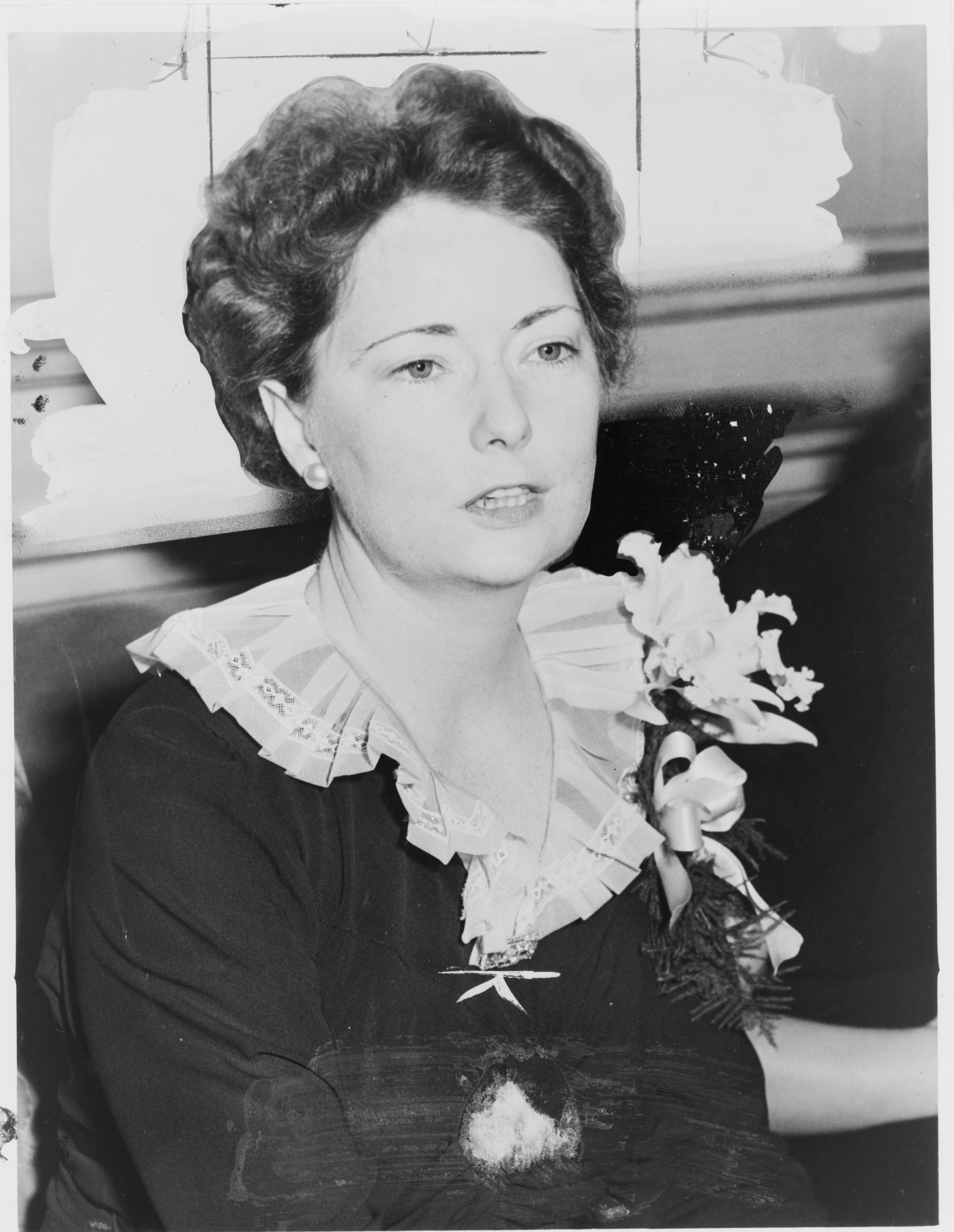
Margaret Mitchell, scriitoare americană

- 5 ianuarie: Yves Tanguy (Raymond Georges Yves Tanguy), pictor suprarealist francez (d. 1955)
- 6 ianuarie: Regina Maria a Iugoslaviei, a doua fiică a Regelui Ferdinand I al României și soția Regelui Alexandru I al Iugoslaviei (d. 1961)

### Februarie
- 4 februarie: Jacques Prévert, autor francez (d. 1977)
- 5 februarie: Adlai Stevenson, politician american (d. 1965)
- 11 februarie: Hans-Georg Gadamer, filosof german (d. 2002)
- 19 februarie: Giorgos Seferis, poet grec contemporan, laureat al Premiului Nobel (1963), (d. 1971)
- 22 februarie: Luis Buñuel, regizor spaniol de film (d. 1983)
- 26 februarie: Jean Negulesco (n. Ioan Negulescu), regizor român stabilit în SUA (d. 1993)

### Martie
- 13 martie: Petre P. Panaitescu, istoric român (d. 1967)
- 15 martie: Calistrat Bobu, călugăr ortodox român cu rang de protosinghel, duhovnic la Mănăstirea Timișeni și la Mănăstirea Vasiova, canonizat ca sfânt (d. 1975)
- 19 martie: Frédéric Joliot, om de știință francez (d. 1958)
- 23 martie: Erich Fromm, psiholog și filosof german (d. 1980)
- 29 martie: John McEwen, al 18-lea prim-ministru al Australiei (1967-1968), (d. 1980)
- 31 martie: Henric, Duce de Gloucester, fiul Regelui George al V-lea al Regatului Unit și a Reginei Mary de Teck (d. 1974)

### Aprilie
- 1 aprilie: Alexandru A. Philippide, autor român (d. 1979)
- 3 aprilie: Camille Chamoun, președinte al Libanului (1952-1958), (d. 1987)
- 5 aprilie: Spencer Tracy, actor american (d. 1967)
- 25 aprilie: Wolfgang Pauli, fizician austriac (d. 1958)
- 26 aprilie: Roberto Arlt, prozator și dramaturg argentinian (d. 1942)
- 26 aprilie: Charles Richter, inventator american (d. 1985)
- 28 aprilie: Heinrich Müller, șef al Gestapoului (1933-1945) și General SS (d. 1945)

### Mai
- 23 mai: Hans Frank, avocat german, guvernator general al Poloniei (d. 1946)

### Iunie
- 5 iunie: Dennis Gabor, fizician și inventator maghiar (d. 1979)
- 17 iunie: Martin Bormann, lider nazist german (d. 1945)
- 25 iunie: Louis Mountbatten, Conte Mountbatten de Burma, ultimul guvernator al Indiei (d. 1979)
- 29 iunie: Antoine de Saint-Exupéry, pilot și scriitor francez (d. 1944)
- 30 iunie: Gheorghe Vrănceanu, matematician român (d. 1979)

### Iulie
- 9 iulie: Alexandru Graur, lingvist român (d. 1988)
- 29 iulie: Eyvind Johnson (Eyvind Olov Verner Johnson), scriitor suedez, laureat al Premiului Nobel (1974), (d. 1976)

### August
- 4 august: Louis Armstrong (Louis Daniel Armstrong), trompetist de marcă american (d. 1971)
- 4 august: Elizabeth Bowes-Lyon, soția Regelui George al VI-lea al Regatului Unit și mama Reginei Elisabeta a II-a (d. 2002)
- 4 august: Nabi Tajima, supercentenară japoneză (d. 2018)

### Septembrie
- 1 septembrie: Henriette Yvonne Stahl, scriitoare română (d. 1984)
- 24 septembrie: Stephen Davidson Bechtel, președinte al companiei americane W. A. Bechtel (d. 1989)

### Octombrie
- 7 octombrie: Heinrich Himmler, comandantul SS-ului german (d. 1945)

### Noiembrie
- 4 noiembrie: Lucrețiu Pătrășcanu, comunist român (d. 1954)
- 8 noiembrie: Margaret Mitchell, scriitoare americană (d. 1949)

### Decembrie
- 13 decembrie: Ionel Perlea, dirijor și compozitor român (d. 1970)

## Decese

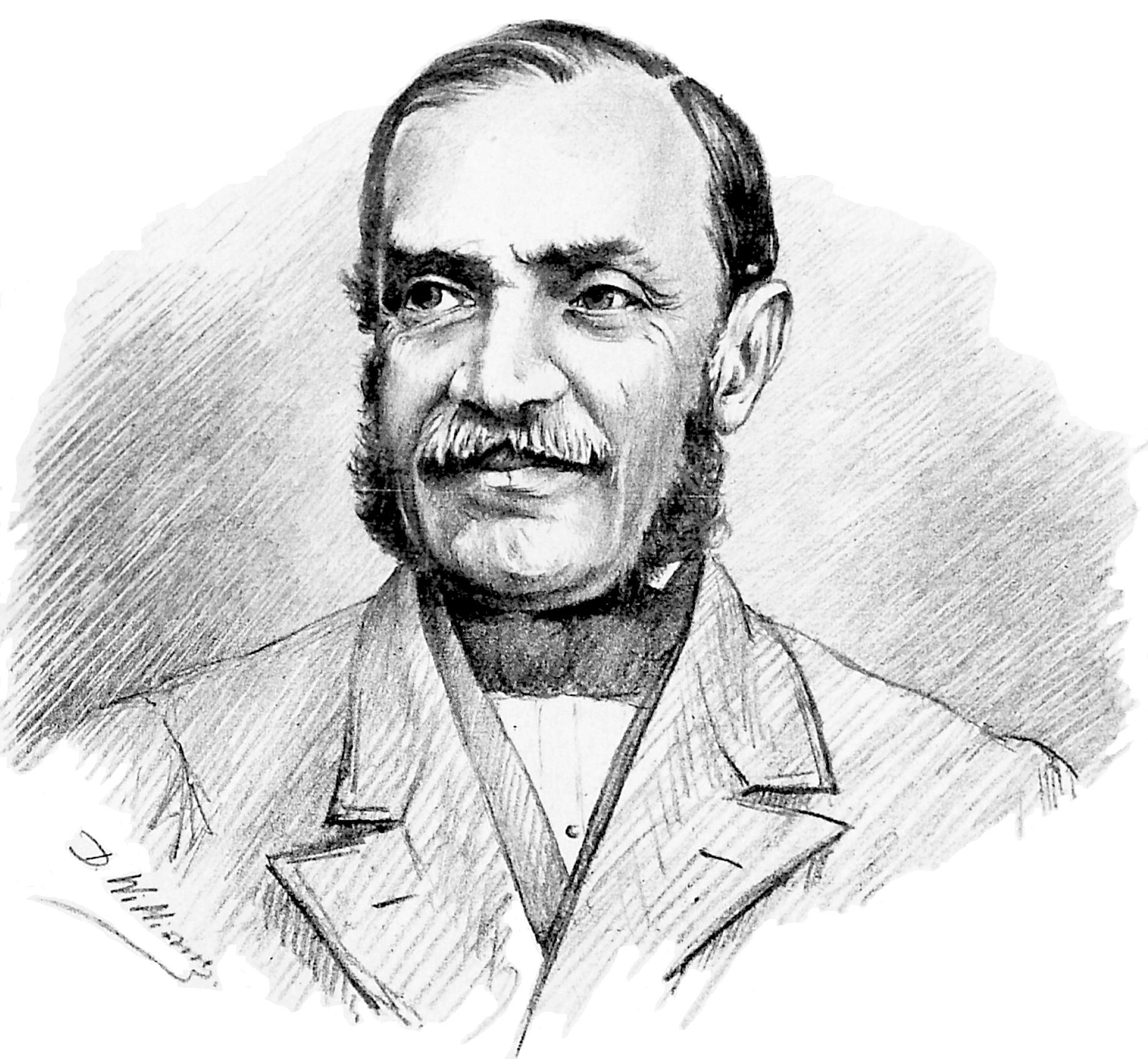
Nicolae Kretzulescu, prim-ministru al Principatelor Unite
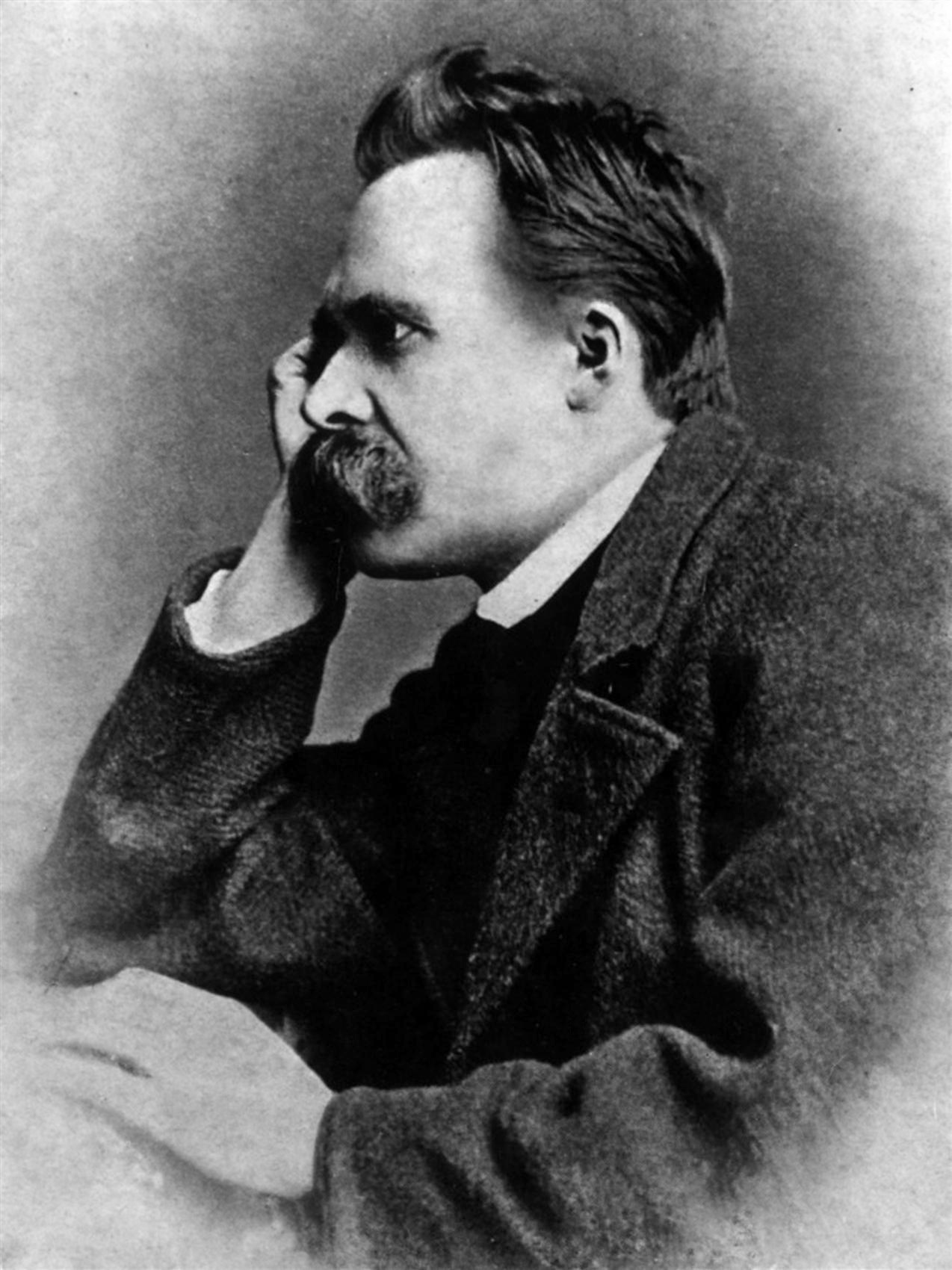
Friedrich Nietzsche, filosof german
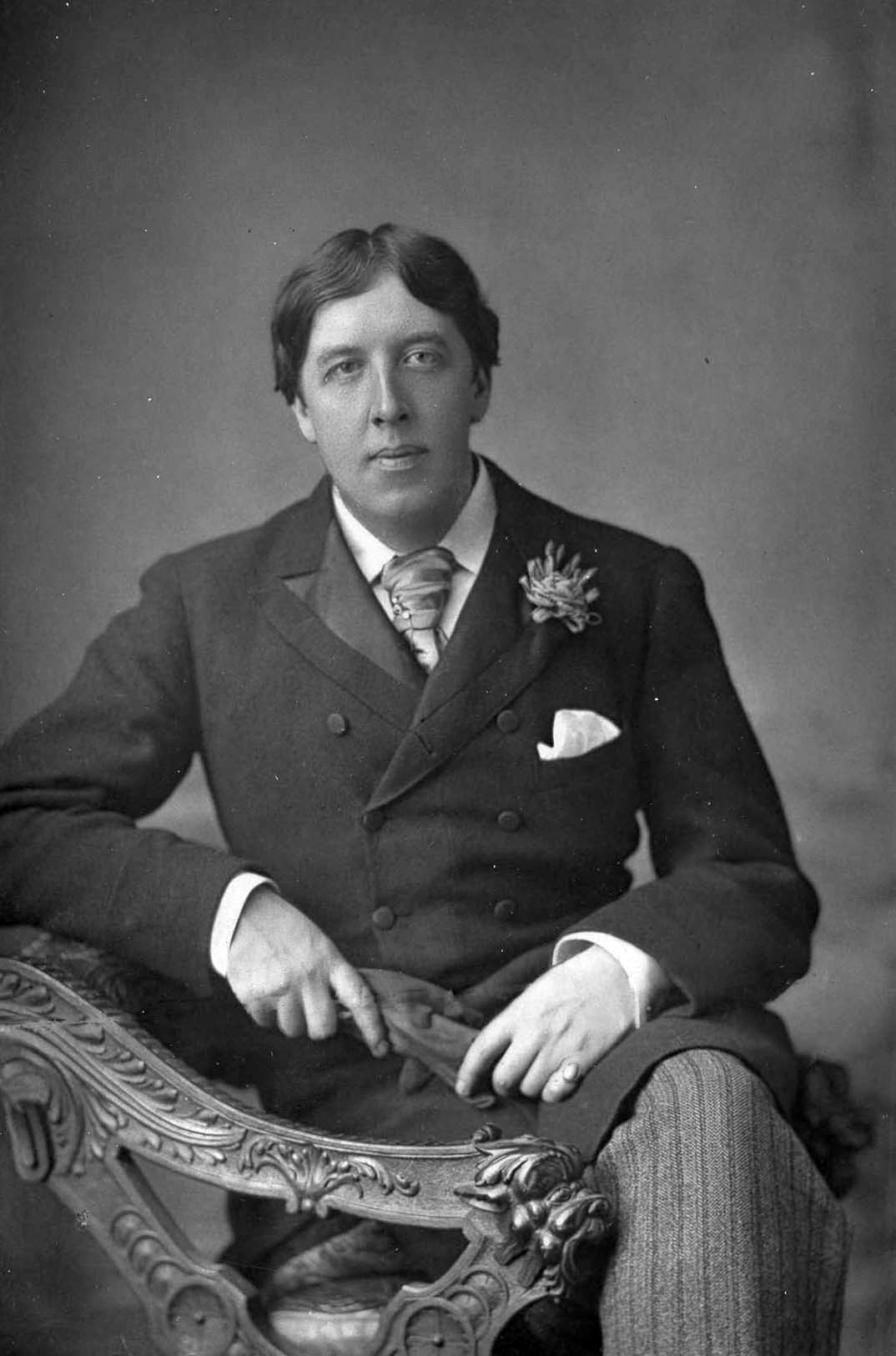
Oscar Wilde, scriitor englez

- 20 ianuarie: John Ruskin, 80 ani, scriitor, critic de artă și filosof englez (n. 1819)
- 21 ianuarie: Francisc, Duce de Teck (n. Franz Paul Karl Ludwig Alexander), 62 ani, socrul regelui George al V-lea al Marii Britanii (n. 1837)
- 25 ianuarie: Prințesa Adelheid de Hohenlohe-Langenburg, 64 ani, ducesă consort de Schleswig-Holstein (n. 1835)
- 27 ianuarie: Édouard Riou, 66 ani, pictor francez și ilustrator al cărților lui Jules Verne (n. 1833)
- 18 februarie: Eugenio Beltrami, 64 ani, matematician italian (n. 1835)
- 6 martie: Gottlieb Daimler, 65 ani, inventator german (n. 1834)
- 5 aprilie: Joseph Bertrand (n. Joseph Louis François Bertrand), 78 ani, matematician francez (n. 1822)
- 25 aprilie: Marea Ducesă Alexandra Petrovna, 61 ani (n. 1838)
- 5 iunie: Stephen Crane, 28 ani, prozator și poet american (n. 1871)
- 11 iunie: Belle Boyd (Isabella Marie Boyd), 56 ani, spioană americană (n. 1843)
- 12 iunie: Jean Frédéric Frenet, 84 ani, matematician, astronom și meteorolog francez (n. 1816)
- 13 iunie: Petru al II-lea, Mare Duce de Oldenburg (n. Nikolaus Friedrich Peter), 72 ani (n. 1827)
- 16 iunie: François d'Orléans, prinț de Joinville (n. François-Ferdinand-Philippe-Louis-Marie d'Orléans), 81 ani, fiul regelui Ludovic-Filip al Franței (n. 1818)
- 19 iunie: Prințesa Josephine de Baden (n. Josephine Friederike Luise), 86 ani, mama regelui Carol I al României (n. 1813)
- 5 iulie: Henry Barnard, 89 ani, politician american (n. 1811)
- 26 iulie: Nicolae Kretzulescu, 88 ani, medic și om politic, prim-ministru al Principatelor Unite (1862-1863 și 1865-1866), (n. 1812)
- 29 iulie: Umberto I al Italiei (n. Umberto Rainerio Carlo Emanuele Giovanni Maria Ferdinando Eugenio), 56 ani, rege al Italiei (n. 1844)
- 30 iulie: Alfred, Duce de Saxa-Coburg și Gotha (n. Alfred Ernest Alber), 55 ani, fiul reginei Victoria și tatăl reginei Maria a României (n. 1844)
- 31 iulie: Vladimir Soloviov, 47 ani, filosof religios, poet, critic literar rus (n. 1853)
- 16 august: Eça de Queirós (José Maria Eça de Queirós), 54 ani, scriitor realist portughez (n. 1845)
- 25 august: Friedrich Nietzsche (Friedrich Wilhelm Nietzsche), 55 ani, filosof german (n. 1844)
- 2 septembrie: Aron Densușianu (n. Aron Pop), 63 ani, istoric literar, poet și folclorist român (n. 1837)
- 16 septembrie: Prințul Albert de Saxonia (n. Albert Karl Anton Ludwig Wilhelm Viktor), 25 ani (n. 1875)
- 28 octombrie: Max Müller (Friedrich Max Müller), 76 ani, filolog și orientalist german (n. 1823)
- 30 noiembrie: Oscar Wilde (Oscar Fingal O'Flahertie Wills Wilde), 46 ani, scriitor irlandez (n. 1854)